# Lega Nazionale B 1982-1983
La Lega Nazionale B 1982-1983, campionato svizzero di calcio seconda serie, si concluse con la vittoria del Chaux-de-Fonds.

## Classifica
|  | Pos. | Squadra           | Pt | G  | V  | N  | P  | GF | GS | DR  |
|  | ---- | ----------------- | -- | -- | -- | -- | -- | -- | -- | --- |
|  | 1.   | La Chaux-de-Fonds | 48 | 30 | 22 | 4  | 4  | 76 | 20 | +56 |
|  | 2.   | Chiasso           | 43 | 30 | 18 | 7  | 5  | 62 | 35 | +27 |
|  | 3.   | Chênois           | 40 | 30 | 17 | 6  | 7  | 62 | 39 | +23 |
|  | 4.   | Lugano            | 36 | 30 | 15 | 6  | 9  | 65 | 49 | +16 |
|  | 5.   | Bienne            | 36 | 30 | 16 | 4  | 10 | 64 | 51 | +13 |
|  | 6.   | Nordstern         | 35 | 30 | 11 | 13 | 6  | 55 | 43 | +12 |
|  | 7.   | Friburgo          | 34 | 30 | 12 | 10 | 8  | 56 | 43 | +13 |
|  | 8.   | Monthey           | 31 | 30 | 12 | 7  | 11 | 63 | 51 | +12 |
|  | 9.   | Laufen            | 31 | 30 | 11 | 9  | 10 | 43 | 49 | -6  |
|  | 10.  | Grenchen          | 28 | 30 | 9  | 10 | 11 | 35 | 43 | -8  |
|  | 11.  | Mendrisiostar     | 28 | 30 | 9  | 10 | 11 | 40 | 50 | -10 |
|  | 12.  | Baden             | 27 | 30 | 9  | 9  | 12 | 35 | 48 | -13 |
|  | 13.  | Locarno           | 24 | 30 | 8  | 8  | 14 | 40 | 57 | -17 |
|  | 14.  | Berna             | 21 | 30 | 9  | 3  | 18 | 45 | 63 | -18 |
|  | 15.  | Ibach             | 13 | 30 | 4  | 5  | 21 | 29 | 75 | -46 |
|  | 16.  | Rüti              | 5  | 30 | 1  | 3  | 26 | 31 | 85 | -54 |

Legenda:

      Promosso in Lega Nazionale A 1983-1984.

      Retrocesso in Prima Lega 1983-1984.

Note:

Due punti a vittoria, uno a pareggio, zero a sconfitta.

## Classifica marcatori
| Gol |  |  | Giocatore              | Squadra           |
| --- |  |  | ---------------------- | ----------------- |
| 25  |  |  | Mongi Ben Brahim       | La Chaux-de-Fonds |
| 19  |  |  | Christian Werner       | Chiasso           |
| 18  |  |  | Laurent Jaccard        | La Chaux-de-Fonds |
| 17  |  |  | Thomas Zwahlen         | Lugano            |
| 17  |  |  | Pierre-André Schürmann | Monthey           |
| 15  |  |  | Christian Coste        | Chênois           |
| 15  |  |  | Klaus Vöhringer        | Bienne            |
| 14  |  |  | Christian Matthey      | Friburgo          |
| 14  |  |  | Roger Zimmermann       | Baden             |
| 13  |  |  | Marco Bernaschina      | Chiasso           |
| 13  |  |  | Filippo Rodigari       | Mendrisiostar     |

## Verdetti finali
- La Chaux-de-Fonds e Chiasso promosse in Lega Nazionale A.
- Berna, Ibach e Rüti retrocesse in Prima Lega.